# Maria-Magdalenen-Kirche (Malente)

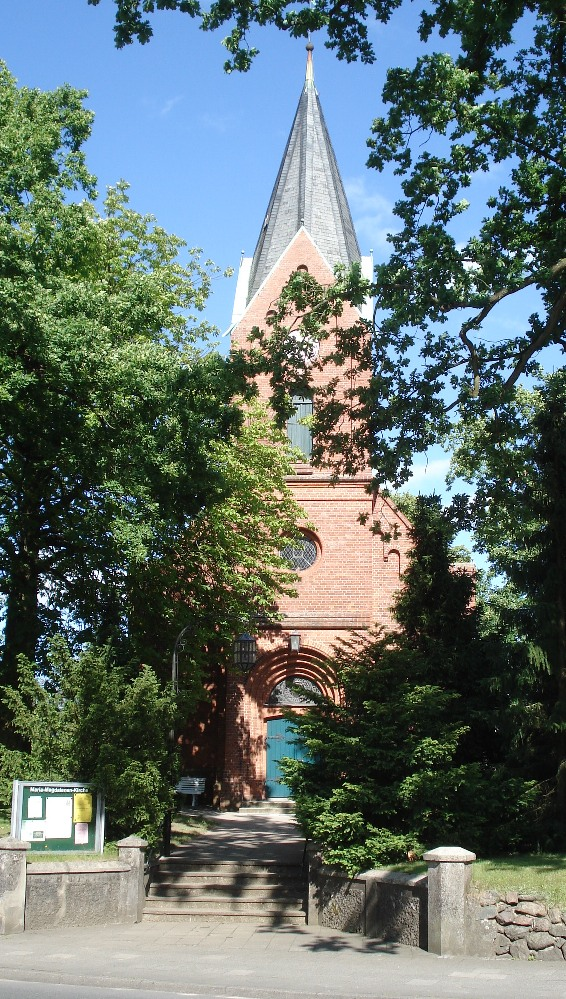
Die Maria-Magdalenen-Kirche in Malente (aus Westen) mit dem neogotischen Kirchturm

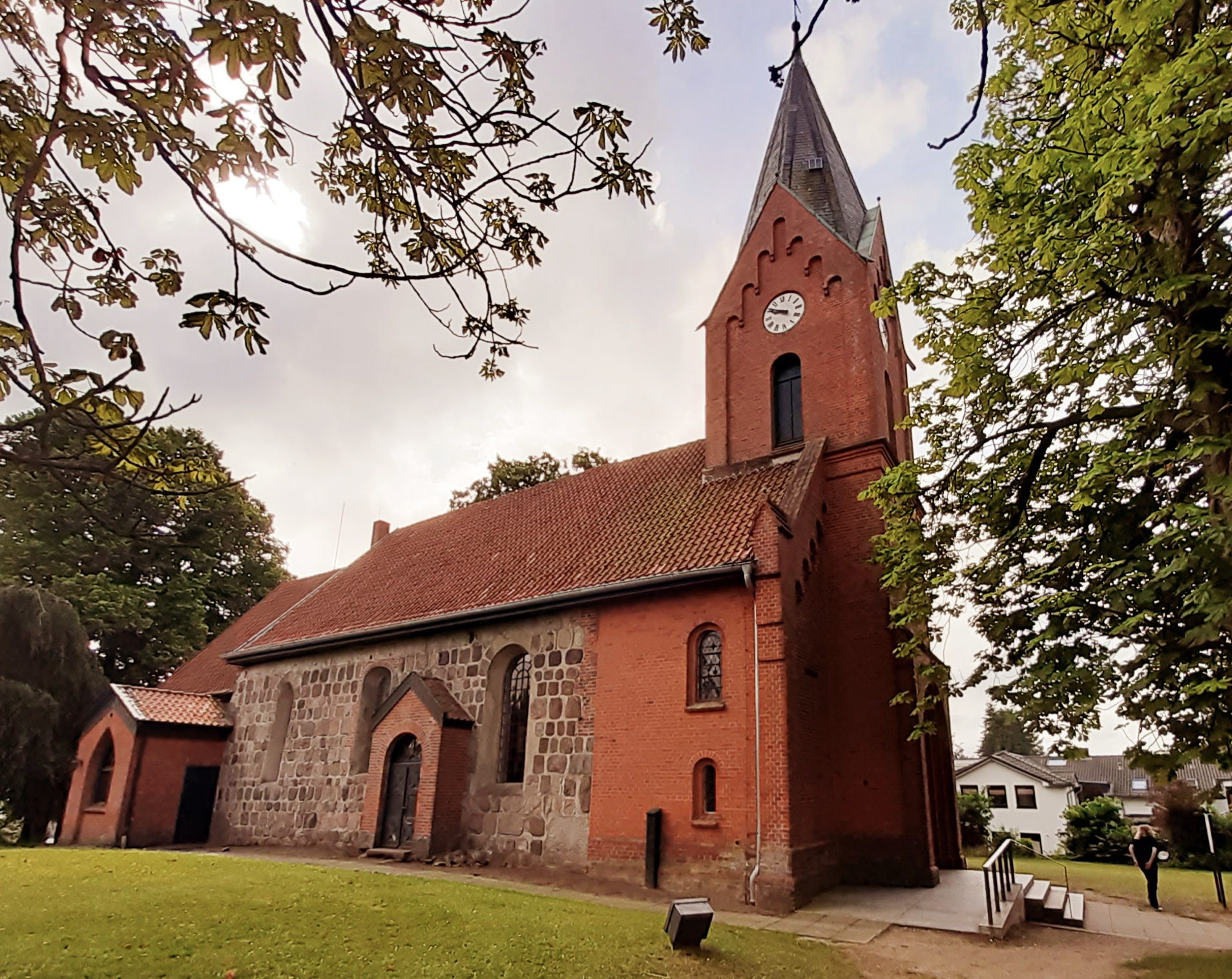
Die Maria-Magdalenen-Kirche in Malente (aus Norden) – erkennbar sind Flächen des Baumaterials aus Feldsteinen

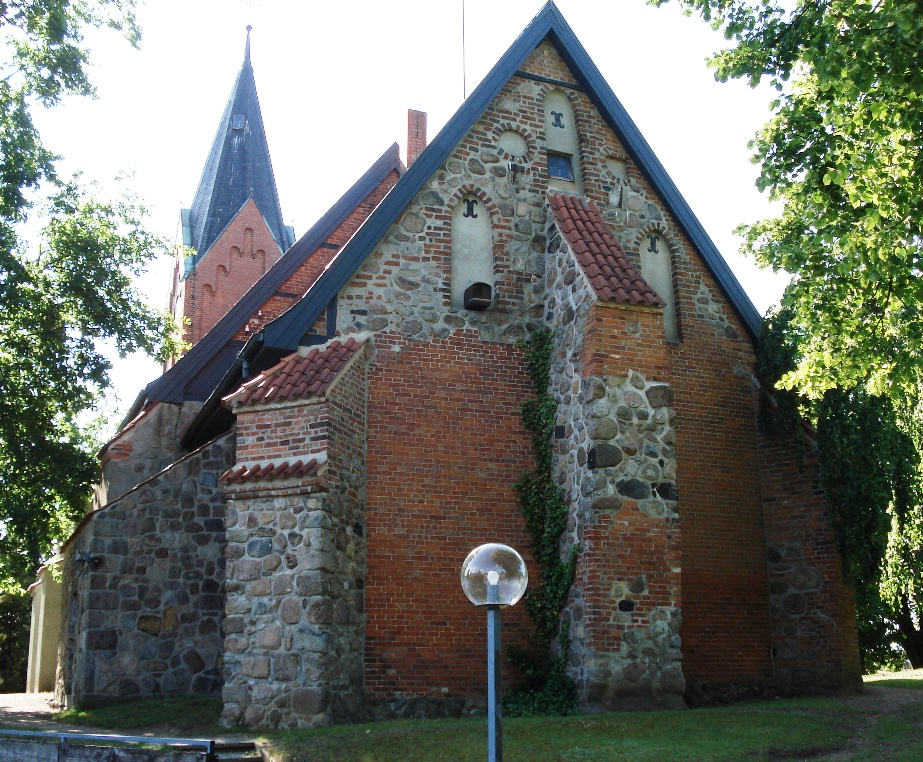
Die Maria-Magdalenen-Kirche in Malente (aus Osten) – die Rückseite des Chores mit frühgotischen Fensterbögen

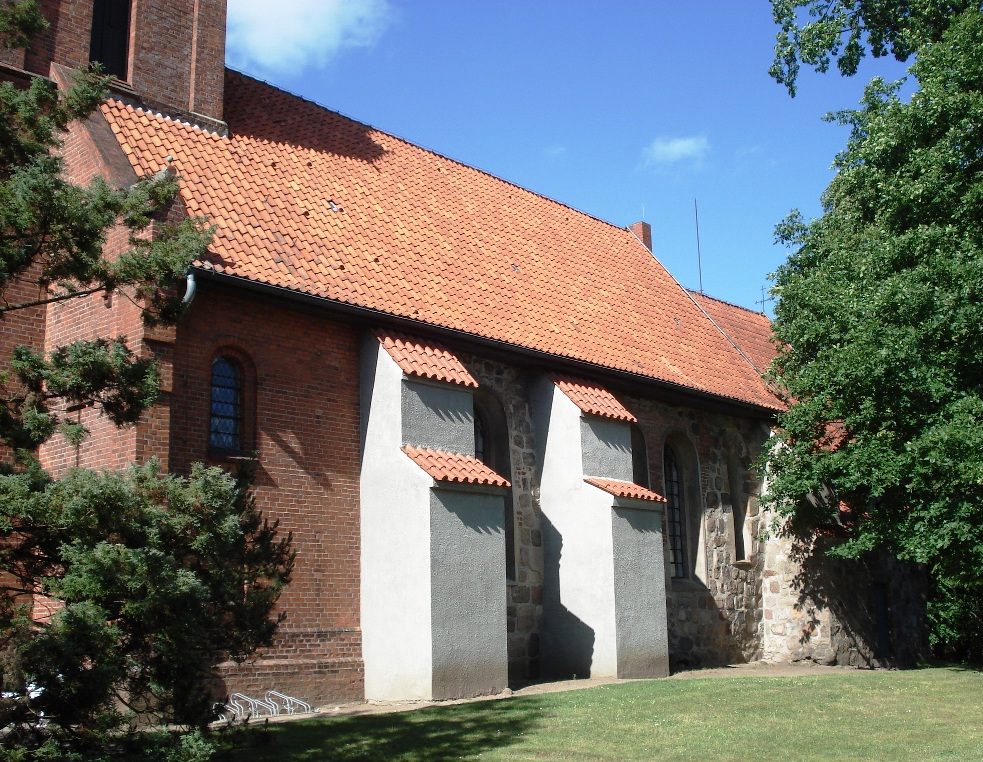
Die Maria-Magdalenen-Kirche in Malente (aus Süden) – mit den beiden Stützpfeilern

Die Maria-Magdalenen-Kirche in Malente ist die Kirche in der Gemeinde Malente im Kreis Ostholstein in Schleswig-Holstein.
Sie befindet sich in der Ortsmitte umgeben von dem (ehemaligen) Kirchanger.
Sie ist das älteste Gebäude in Malente und wird heute von der evangelisch-lutherischen Kirchengemeinde Malente für Gottesdienste genutzt.

## Gebäude
Es handelt sich um eine aus rotem Backstein und Feldsteinen errichtete einschiffige Saalkirche von ca. 35 m Länge und ca. 15 m Breite. Das Kirchenschiff hat auf jeder Seite zwei breite und ein kleines Fenster, die Wände bestehen aus Feldsteinen und Flächen aus Backsteinen. Auf der Südseite wird die Außenmauer durch zwei Stützmauern verstärkt.
Der sich anschließende Chor weist ebenfalls ein Fenster sowie Anbauten (Sakristeien) an jeder Seite auf – das Mauerwerk besteht aus Backstein und Feldsteinen – drei Stützmauern verstärken die Rückwand des Chores, in dessen oberem Teil Fensterbögen im Stil der Frühgotik erkennbar sind. Das Kirchenschiff und der Chor werden durch ein zweiteiliges, mit roten Dachziegeln gedecktes Satteldach gedeckt.
Die Kirche hat einen, das Dach des Kirchenschiffes überragenden, im neogotischen Stil errichteten Turm. Dieser hat einen quadratischen Grundriss und wird durch eine spitze oktogonale Turmhaube abgeschlossen. Der Turm wurde aus rotem Backstein errichtet – bei seinem Bau wurde auf beiden Seiten das Kirchenschiff verlängert (erkennbar an dem Unterschied im Baumaterial), so dass der Turm nur zu einem Drittel aus dem Baukörper hervorspringt. An der Westseite des Turmes befindet sich eine Tür.

## Geschichte
Die heutige Kirche ist im Wesentlichen in zwei Phasen errichtet worden: Während das Kirchengebäude auf das 13. Jahrhundert zurückgeht, wurde der Turm 1893 hinzugefügt.
Die Kirche entstand im 13. Jahrhundert als Folge der Schlacht bei Bornhöved 1227, in der Graf Adolf IV. im Gebet Maria Magdalena um Beistand gebeten haben soll. Nach dem Sieg stiftete er u. a. Kirchen – worauf auch der Bau der Kirche zurückgeführt wird, der im Stil der Frühgotik erfolgte. Durch das gewählte Baumaterial gehört die Maria-Magdalenen-Kirche zu den für das östliche Holstein typischen Feldsteinkirchen.
Das achteckige gotische Weihwasserbecken aus Granit stammt noch aus der ersten Zeit der Kirche und kehrte erst vor ca. 80 Jahren wieder in die Kirche zurück. Die Predigtkanzel von Hinrich Rodingk datiert auf das Jahr 1629 und war ein Geschenk der Kirchenjuraten bzw. des damaligen Pastors. Die Kanzeltür wird geschmückt von einer Abbildung einer Bischofsgestalt in einer Mischform zwischen romanischer und gotischer Kunst. Die aus vorreformatorischer Zeit stammende Betglocke, heute im Altarraum rechts zu finden, diente laut Inschrift und Jahreszahl 1516 dazu, dreimal am Tage die Gläubigen zum Gebet für eine Rettung des Abendlandes während der Türkenkriege zu mahnen. Der heutige Altar wurde um 1900 vom großherzoglichen Eutiner Hoftischler geschnitzt.
Bis Ende des 19. Jahrhunderts hatte die Kirche keinen Turm, sondern – zumindest zuletzt – einen hölzernen Campanile.
1893 wurde dieser durch den heutigen, im Stil der Neogotik errichteten Kirchturm ersetzt, wobei das Kirchenschiff auf der Westseite etwas verlängert wurde.

## Sonstiges
Die Kirche war ein Drehort der Immenhof-Filme.